# Římskokatolická farnost Ruda nad Moravou
Římskokatolická farnost Ruda nad Moravou je územní společenství římských katolíků v děkanátu Šumperk s farním kostelem sv. Vavřince.

## Území farnosti
Dnes do farnosti náleží území těchto obcí:
- Ruda nad Moravou
  - farní kostel sv. Vavřince
- Hrabenov (místní část Rudy nad Moravou)
  - kaple svaté Anny
- Radomilov (místní část Rudy nad Moravou)
  - kaple svatého Josefa
- Štědrákova Lhota (místní část Rudy nad Moravou)
  - kaple sv. Fabiána a Šebestiána
- Olšany
  - kaple sv. Cyrila a Metoděje
  - kaple sv. Martina na Olšanských horách
- Bušín
  - kaple Panny Marie Bolestné

## Duchovní správci
Od července 2010 je farářem R. D. Mgr. Michał Stanisław Krajewski.

## Aktivity ve farnosti
Ve farnosti se pravidelně koná tříkrálová sbírka.
V říjnu 2017 udílel ve farnosti svátost biřmování biskup Antonín Basler. 